# Neopachylus nebulosus
Neopachylus nebulosus is een hooiwagen uit de familie Gonyleptidae.